# Łukasz Pieniążek
Łukasz Pieniążek (19 settembre 1990) è un pilota di rally polacco.

## Vittorie nel WRC-2 Pro
| Nº | Anno | Rally             | Copilota     | Vettura        | Squadra          |
| -- | ---- | ----------------- | ------------ | -------------- | ---------------- |
| 1  | 2019 | Rally del Messico | Kamil Heller | Ford Fiesta R5 | M-Sport Ford WRT |
| 2  | 2019 | Tour de Corse     | Kamil Heller | Ford Fiesta R5 | M-Sport Ford WRT |

## Risultati nel mondiale rally

### Risultati WRC
| 2016 | Scuderia | Vettura             |  |  |  |  |    |  |    |  |  |  |  |  |  |  |  |  | Punti | Pos. |
| ---- | -------- | ------------------- |  |  |  |  | -- |  | -- |  |  |  |  |  |  |  |  |  | ----- | ---- |
| 2016 |          | Citroën DS3 R3T Max |  |  |  |  | 58 |  | 44 |  |  |  |  |  |  |  |  |  | 0     |      |

| 2017 | Scuderia                    | Vettura                          |  |  |  |    |  |    |    |    |  |    |    |    |  |  |  |  | Punti | Pos. |
| ---- | --------------------------- | -------------------------------- |  |  |  | -- |  | -- | -- | -- |  | -- | -- | -- |  |  |  |  | ----- | ---- |
| 2017 | TRT Peugeot WRT/ Printsport | Peugeot 208 T16 / Škoda Fabia R5 |  |  |  | 36 |  | 19 | 26 | 37 |  | 23 | 19 | 23 |  |  |  |  | 0     |      |

| 2018 | Scuderia   | Vettura        |  |    |  |    |  |   |    |     |    |  |    |    |  |  |  |  | Punti | Pos. |
| ---- | ---------- | -------------- |  | -- |  | -- |  | - | -- | --- | -- |  | -- | -- |  |  |  |  | ----- | ---- |
| 2018 | Printsport | Škoda Fabia R5 |  | 37 |  | 15 |  | 9 | 16 | Rit | 14 |  | 14 | 33 |  |  |  |  | 2     | 24º  |

| 2019 | Scuderia                      | Vettura        |  |    |    |    |  |  |    |  |  |  |  |  |  |  |  |  | Punti | Pos. |
| ---- | ----------------------------- | -------------- |  | -- | -- | -- |  |  | -- |  |  |  |  |  |  |  |  |  | ----- | ---- |
| 2019 | M-Sport Ford World Rally Team | Ford Fiesta R5 |  | 47 | 11 | 24 |  |  | 27 |  |  |  |  |  |  |  |  |  | 0     |      |

| Legenda | 1º posto | 2º posto | 3º posto | A punti | Senza punti | Ritirato | Squalificato | NP=Non partito C=Gara cancellata | Apice=Power stage |

### Risultati WRC-2
| 2017 | Scuderia                        | Vettura                          |  |  |  |    |  |   |   |    |  |    |   |   |  |  |  |  | Punti | Pos. |
| ---- | ------------------------------- | -------------------------------- |  |  |  | -- |  | - | - | -- |  | -- | - | - |  |  |  |  | ----- | ---- |
| 2017 | TRT Peugeot WRT e Printsport Oy | Peugeot 208 T16 e Škoda Fabia R5 |  |  |  | 10 |  | 5 | 6 | 11 |  | 12 | 6 | 9 |  |  |  |  | 29    | 13º  |

| 2018 | Scuderia      | Vettura        |  |   |  |   |  |   |   |  |   |  |   |    |  |  |  |  | Punti | Pos. |
| ---- | ------------- | -------------- |  | - |  | - |  | - | - |  | - |  | - | -- |  |  |  |  | ----- | ---- |
| 2018 | Printsport Oy | Škoda Fabia R5 |  | 9 |  | 5 |  | 2 | 5 |  | 6 |  | 6 | 16 |  |  |  |  | 56    | 5º   |

| Legenda | 1º posto | 2º posto | 3º posto | A punti | Senza punti | Ritirato | Squalificato | NP=Non partito C=Gara cancellata | Apice=Power stage |

### Risultati WRC-2 Pro
| 2019 | Scuderia                      | Vettura        |  |   |   |   |  |  |   |  |  |  |  |  |  |  |  |  | Punti | Pos. |
| ---- | ----------------------------- | -------------- |  | - | - | - |  |  | - |  |  |  |  |  |  |  |  |  | ----- | ---- |
| 2019 | M-Sport Ford World Rally Team | Ford Fiesta R5 |  | 4 | 1 | 1 |  |  | 4 |  |  |  |  |  |  |  |  |  | 74    | 5º   |

| Legenda | 1º posto | 2º posto | 3º posto | A punti | Senza punti | Ritirato | Squalificato | NP=Non partito C=Gara cancellata | Apice=Power stage |

### Risultati WRC-3
| 2016 | Scuderia | Vettura             |  |  |  |  |    |  |   |  |  |  |  |  |  |  |  |  | Punti | Pos. |
| ---- | -------- | ------------------- |  |  |  |  | -- |  | - |  |  |  |  |  |  |  |  |  | ----- | ---- |
| 2016 |          | Citroën DS3 R3T Max |  |  |  |  | 15 |  | 7 |  |  |  |  |  |  |  |  |  | 6     | 19º  |

| Legenda | 1º posto | 2º posto | 3º posto | A punti | Senza punti | Ritirato | Squalificato | NP=Non partito C=Gara cancellata | Apice=Power stage |